# Toczna
Die Toczna ist ein kleinerer linker Zufluss des Bug in Polen. Sie entspringt bei Korczówka in der Woiwodschaft Masowien und fließt in im Wesentlichen nördlicher Richtung in ihrem 41 km langen Lauf bis zu ihrer Mündung in den Bug unterhalb von Drażniew und oberhalb von Drohiczyn. Auf ihrem Lauf berührt sie die Kleinstadt Łosice.